# 日曜日の娘
「日曜日の娘」（にちようびのむすめ）は、PUFFYの9枚目のシングル。1999年4月1日発売。発売元はエピックレコードジャパン。

## 解説
- ヤマハ発動機「Vino」CMソング
- 本人達出演のCMタイアップが決まっていたため、歌詞に商品名が引用されている。
- 前作に引き続き、笹路正徳がプロデュースしている。
- 奥田民生が、アルバム『CAR SONGS OF THE YEARS』にてセルフカバーを行っている。

## 収録曲
1. 日曜日の娘
作詞・作曲：奥田民生、編曲：笹路正徳
2. 日曜日の娘（オリジナル・カラオケ）

## 収録アルバム
- FEVER*FEVER (#1)
- The Very Best of Puffy / amiyumi jet fever (#1)